# Lokomotiva Tomáš (1. řada)
1. řada seriálu Lokomotiva Tomáš je úvodní sérií tohoto seriálu. Režíroval ji David Mitton. Poprvé byla vysílána od 9. října 1984 do 8. ledna 1985 na televizní stanici ITV, v České republice na JimJamu v roce 2008.

## Výroba
Všechny příběhy v 1. řadě byly původně napsány reverendem W. Awdrym, včetně jednorázového příběhu Tomášův vánoční večírek, který si objednali zaměstnanci. Sedm lokomotiv představených v této sérii se stalo jádrem obsazení v pozdějších epizodách, přičemž člen posádky (a v sériích 8-12 režisér) Steve Asquith je nazval „Magnificent Seven“. Mnohá nastavení z první série (Jako jsou Knapfordské Hlavní Nádraží, Wellsworth, Gordonův Kopec, Henryho Tunel a Tidmouthská Depa.) zůstala v seriálu roky dokonce i přes přechod na CGI v roce 2009
Pilot pro seriál, který nebyl nikdy vysílán v televizi, byla adaptace "Down the Mine" (česky V dole), která byla předělána úplně kvůli nové epizodě.

## Seznam dílů
| Č. v seriálu | Č. v řadě | Původní název                | Český název               | Režie        | Scénář        | Premiéra ve VB        |
| --- | --------- | ---------------------------- | ------------------------- | ------------ | ------------- | --------------------- |
| 1 | 1         | Thomas & Gordon              | Tomáš a Gordon            | David Mitton | Wilbert Awrdy | 9. října 1984         |
| Malá modrá parní lokomotiva jménem Tomáš žije a pracuje na velké stanici na ostrově Sodor. Rád dráždí ostatní lokomotivy, zvláště Gordona, největší a nejpyšnější lokomotivu ze všech. Když se Tomáš nechá unést škádlením, Gordon se rozhodne dát mu lekci. |           |                              |                           |              |               |                       |
| 2 | 2         | Edward & Gordon              | Edward a Gordon           | David Mitton | Wilbert Awrdy | 9. října 1984         |
| Edward je starý stroj, který byl v depu a už nějakou dobu nepracoval. Edwardův strojvůdce a topič ho litují a rozhodnou se ho jednoho dne využít. Edward další den pomůže Gordonovi, když se zasekne na kopci s nákladním vlakem. |           |                              |                           |              |               |                       |
| 3 | 3         | The Sad Story of Henry       | Henryho smutný příběh     | David Mitton | Wilbert Awrdy | 16. října 1984        |
| Zelená lokomotiva jménem Henry se bojí deště a myslí si, že to zkazí jeho krásný zelený lak a červené pruhy. Jednoho dne se schová v tunelu a odmítá vyjít ven. Po četných neúspěšných pokusech přesvědčit ho, nemá tlustý přednosta jinou možnost, než Henryho zazdít v tunelu. |           |                              |                           |              |               |                       |
| 4 | 4         | Edward, Gordon & Henry       | Edward, Gordon a Henry    | David Mitton | Wilbert Awrdy | 16. října 1984        |
| Henry je v jižním tunelu opravdu dlouho a lituje, že byl tak tvrdohlavý. Jednoho dne jede Gordon s rychlíkem příliš rychle a praskne mu jeho bezpečnostní ventil poblíž severního otvoru Henryho tunelu. Edward je jediná dostupná lokomotiva, ale vlak je příliš těžký na to, aby se dal roztlačit bez Henryho pomoci. |           |                              |                           |              |               |                       |
| 5 | 5         | Thomas' Train                | Tomášův vlak              | David Mitton | Wilbert Awrdy | 23. října 1984        |
| Tomáše začíná nudit posun a přeje si, aby tahal osobní vagóny, místo obyčejného posunování. Jednoho dne, když je Henry nemocný, přichází jeho šance, ale omylem se rozjede, než ho připojí k vlaku. |           |                              |                           |              |               |                       |
| 6 | 6         | Thomas & the Trucks          | Tomáš a vagóny            | David Mitton | Wilbert Awrdy | 23. října 1984        |
| Tomáš je unavený tlačením osobních vagónů a chce vidět svět. Jedné noci mu Edward řekne, že pokud bude chtít Tomáš táhnout nákladní vlak, tak bude Edward tlačit vagóny na seřadišti. Tomáš dostane šanci, je příliš vzrušený a nevěnuje pozornost Edwardovým radám. Na vrcholu Gordonova kopce Tomáš zabrzdí. Neposlušné vagóny ho ale tlačí k úpatí kopce, kde zastaví na vedlejší koleji. Tlustý přednosta, který Tomáše uvidí, mu řekne, že se má ještě hodně co učit o nákladních vagónech. |           |                              |                           |              |               |                       |
| 7 | 7         | Thomas & the Breakdown Train | Tomáš a pohotovostní vlak | David Mitton | Wilbert Awrdy | 30. října 1984        |
| Jednoho dne červená lokomotiva jménem James zahvízdá o pomoc, když se těžký náklad vagónů vymkne kontrole a zapálí se jeho dřevěné brzdy. Tomáš rychle zareaguje a přiveze pohotovostní vlak. Později přijíždí na místo nehody a pomáhá. Z tohoto důvodu ho tlustý přednosta odmění jeho vlastní tratí a dvěma novými vagóny jménem Annie a Clarabel. |           |                              |                           |              |               |                       |
| 8 | 8         | James & the Coaches          | James a vagóny            | David Mitton | Wilbert Awrdy | 30. října 1984        |
| James si užívá svůj nový život na ostrově Sodor, ale má se ještě hodně co učit – zvláště když nešťastnou náhodou zničí nový cylindr tlustého přednosty a prorazí díru v brzdovém potrubí jednoho ze svých vagónů. |           |                              |                           |              |               |                       |
| 9 | 9         | Troublesome Trucks           | Neposlušné vagóny         | David Mitton | Wilbert Awrdy | 6. listopadu 1984     |
| James uvízl v depu po incidentu s osobními vagóny, ale brzy byl propuštěn, aby odtáhl nějaké nákladní vagóny. James je více než šťastný, i když ho ostatní lokomotivy kvůli jeho incidentu škádlily. Nákladní vagóny se snaží přimět Jamese, aby to vzdal, ale podaří se mu je dotáhnout do jejich stanice. |           |                              |                           |              |               |                       |
| 10 | 10        | James & the Express          | James a rychlík           | David Mitton | Wilbert Awrdy | 6. listopadu 1984     |
| Gordon jede s rychlíkem po špatné trati, poté, co se Jamesovi chlubil, že zná správnou cestu. James slouží jako Gordonova náhrada pro tento den a tlustý přednosta mu umožňuje občas jet s rychlíkem. |           |                              |                           |              |               |                       |
| 11 | 11        | Thomas & the Guard           | Tomáš a průvodčí          | David Mitton | Wilbert Awrdy | 13. listopadu 1984    |
| Tomáš odvádí skvělou práci na své trati s Annie a Clarabel, ale brzy začne být tak netrpělivý, kvůli Henrymu, co přichází pozdě, že nechtěně zanechá průvodčího na nástupišti. |           |                              |                           |              |               |                       |
| 12 | 12        | Thomas Goes Fishing          | Tomáš na rybách           | David Mitton | Wilbert Awrdy | 13. listopadu 1984    |
| Tomáš se rozhodne rybařit, když uvidí lidi, co rybaří, ale bylo mu řečeno, že lokomotivy nikdy neloví. Další den se Tomáš potřebuje napít vody. Ale když je vodárenská věž mimo provoz, Tomášova posádka se rozhodne získat vodu z řeky, ale následkem toho budou ryby v Thomasově kotli. |           |                              |                           |              |               |                       |
| 13 | 13        | Thomas, Terence & the Snow   | Tomáš, Terence a sníh     | David Mitton | Wilbert Awrdy | 20. listopadu 1984    |
| Tomáš se setká s traktorem Terencem a zesměšňuje ho tím, že říká, že jeho kola jsou ošklivá. Terence vysvětluje, že jeho kola jsou pásová a může jet kamkoli, což se hodí v zimě, kdy Tomáš poškodí sněžný pluh a uvízne v závěji. |           |                              |                           |              |               |                       |
| 14 | 14        | Thomas & Bertie              | Tomáš a Berty             | David Mitton | Wilbert Awrdy | 20. listopadu 1984    |
| Tomáš se setkává s autobusem jménem Berty, který Tomášovi připomíná dobu, kdy vezl své cestují, uvízl v závěji a Terence ho přišel vytáhnout. Berty se rozhodne vyzvat Tomáše na závod do další stanice. |           |                              |                           |              |               |                       |
| 15 | 15        | Tenders & Turntables         | Tendry a točny            | David Mitton | Wilbert Awrdy | 27. listopadu 1984    |
| Henry, Gordon a James si musí posouvat své vlastní vagóny, protože Tomáš musí pracovat na své vedlejší trati. Aby toho nebylo málo, Gordon i James se potýkají s problémy s točnou. James se kvůli silnému větru otáčí, takže se mu točí hlava a je ponížený, když je toho svědkem Gordon a k tomu se ještě rozhodnou stávkovat. |           |                              |                           |              |               |                       |
| 16 | 16        | Trouble in the Shed          | Potíže v depu             | David Mitton | Wilbert Awrdy | 27. listopadu 1984    |
| Když se tlustý přednosta dozví, že Gordon, James a Henry stávkovali, zavře je do depa a koupí novou parní lokomotivu jménem Percy, aby pomohl. Percy se brzy pustí do posunování vagónů, zatímco Edward a Tomáš spolupracují na hlavní trati. |           |                              |                           |              |               |                       |
| 17 | 17        | Percy Runs Away              | Percyho útěk              | David Mitton | Wilbert Awrdy | 4. prosince 1984      |
| Tlustý přednosta umožňuje třem velkým lokomotivám vrátit se ke své práci a poté nechá Percyho, Edwarda a Tomáše dát si na chvíli pauzu. Percy je tak zapomnětlivý, že zapomene na Edwardovu radu ohledně křižovatky. Percyho přítomnost Gordona tak vyděsí, že rychle couvne, ale uvízne v bahně. Později Gordon vytáhne Percyho z bahna a zároveň mu gratuluje, že zabránil ošklivé nehodě. |           |                              |                           |              |               |                       |
| 18 | 18        | Coal                         | Uhlí                      | David Mitton | Wilbert Awrdy | 4. prosince 1984      |
| Henry je už nějakou dobu nemocný a tlustý přednosta se o něj bojí. Ukázalo se, že Henryho malé topeniště není schopno využít teplo z ostrovního uhlí a vyžaduje drahé, ale lepší velšské uhlí. Použitím velšského uhlí se Henryho výkon dramaticky zlepší. |           |                              |                           |              |               |                       |
| 19 | 19        | The Flying Kipper            | Létající ryba             | David Mitton | Wilbert Awrdy | 11. prosince 1984     |
| Henry je vybrán, aby táhl ranní vlak ryb, přezdívaný „létající ryba“. Všechno jde dobře, dokud led nezmrazí výhybku z hlavní trati na vlečku a sníh zničí signál nastavený na „nebezpečí“, což vede Henryho ke srážce s dalším nákladním vlakem na vlečce. Tlustý přednosta posílá Henryho do opravny, aby získal nový tvar a větší topeniště, což mu umožní znovu používat běžné uhlí a udělá z něj lokomotivu, kterou si vždy zasloužil být.                                                   |           |                              |                           |              |               |                       |
| 20 | 20        | Whistles & Sneezes           | Hvízdání a kýchání        | David Mitton | Wilbert Awrdy | 11. prosince 1984     |
| Gordon žárlí na Henryho že byl předělán a stěžuje si, že Henry příliš píská. Ironií je, že se Gordonovi později zasekne píšťalka a on není schopen přestat pískat. Další den někteří chlapci házejí kameny na Henryho a rozbíjejí okna vagónů. Henryho strojvůdce a topič se rozhodnou chlapcům pomstít tím, že na ně Henry kýchne. |           |                              |                           |              |               |                       |
| 21 | 21        | Toby & the Stout Gentleman   | Toby a tlustý pán         | David Mitton | Wilbert Awrdy | 18. prosince 1984     |
| Toby je parní tramvaj, která pracuje na své vlastní krátké trati. Žil tam šťastný život se svým věrným vagónem Henriettou. ale brzy jim začíná docházet práce a nahrazují je auta, náklaďáky a autobusy. Teď vozí jen pár pasažérů a posunuje pár vagónů. Tobyho trať má být definitivně uzavřena. |           |                              |                           |              |               |                       |
| 22 | 22        | Thomas in Trouble            | Tomáš má potíže           | David Mitton | Wilbert Awrdy | 18. prosince 1984     |
| Tomáš se dostane do potíží s policejním hodnostářem, kvůli nevhodné výbavě. Když se to dozví Tlustý přednosta, koupí Tobyho, který má vhodnou výbavu a s ním i Henriettu. |           |                              |                           |              |               |                       |
| 23 | 23        | Dirty Objects                | Špinavé věci              | David Mitton | Wilbert Awrdy | 25. prosince 1984     |
| Toby a Henrietta si užívají svůj nový život na ostrově Sodor, ale James jim říká „špinavé předměty“, protože vypadají staromódně a potřebují nový nátěr. Později James jede s nákladním vlakem, ale nákladní vagóny ho tlačí dolů z Gordonova kopce tak rychle, že nešťastnou náhodou narazí do několika vozů s dehtem. James je víc špinavý než poškozený, ale když mu Toby a Percy přijedou na pomoc, Toby říká, že teď vypadá spíš on jako „špinavý předmět“.                                 |           |                              |                           |              |               |                       |
| 24 | 24        | Off the Rails                | Mimo koleje               | David Mitton | Wilbert Awrdy | 8. ledna 1985[zdroj?] |
| Jednoho rána je Gordon velmi mrzutý. Stává se terčem vtipů Henryho a Percyho a odmítá táhnout nákladní vlak. Jeho plán skončí neúspěchem, když sklouzne do příkopu. Když se to Tlustý přednosta dozví, nechá tam Gordona až do noci. V noci je Gordon konečně vytažen z příkopu Jamesem a Henrym, ale kvůli svým činům si připadá ponížený. |           |                              |                           |              |               |                       |
| 25 | 25        | Down the Mine                | V dole                    | David Mitton | Wilbert Awrdy | 8. ledna 1985[zdroj?] |
| Po incidentu v příkopu je Gordon za trest nucen tahat nákladní vlaky. Tomáš si ho kvůli tomu velmi rád dobírá, ale při práci v dole spadne do jedné jámy, protože ignoroval nápis „Nebezpečí“. Gordon, kterému je teď Tomáše líto, ho vytáhne. |           |                              |                           |              |               |                       |
| 26 | 26        | Thomas' Christmas Party      | Tomášův vánoční večírek   | David Mitton | Wilbert Awrdy | 25. prosince 1984     |
| Vánoce přicházejí na ostrov Sodor. Všechny motory jsou zaneprázdněné cestujícími a balíky, zejména Tomáš a Toby. Tomáš má rád, když při práci míjí dům paní Kyndleyové a ona mu vždy zamává. Tomáš pak jede do depa, aby si promluvil s ostatními lokomotivami o uspořádání vánočního večírku pro paní Kyndleyovou, aby jí poděkoval za to, že je rok zpátky zachránila před nehodou. |           |                              |                           |              |               |                       |

## Postavy

### Hlavní
- Tomáš
- Edward
- Henry
- Gordon
- James
- Percy
- Toby
- Annie a Clarabel
- Sir Topham Hatt/tlustý přednosta

### Vedlejší
- Terence
- Berty
- Henrieta
- neposlušné vagóny

a další...